# Jean-Baptiste Glaire
Pour les articles homonymes, voir Glaire.
Jean-Baptiste Glaire, né le 1er avril 1798 à Bordeaux et mort le 25 février 1879 à Issy-les-Moulineaux, est un prêtre catholique et orientaliste français.

## Biographie
Tout en suivant les cours de langues orientales sous la direction de Sylvestre de Sacy et d’Eugène Burnouf, l'abbé Glaire vient terminer ses études théologiques à Saint-Sulpice, avant d’entrer dans les ordres en 1822.
il se consacre ensuite à l’enseignement des langues orientales, donnant, de 1822 à 1834, un cours d’hébreu au séminaire de Saint-Sulpice. En 1825, il supplée Chaunac de Lanzac en Sorbonne, le remplace en 1831, et devient, dix ans après, doyen de la Faculté de théologie réorganisée. Il reçoit, en outre, les titres de chanoine, de vicaire général honoraire de Bordeaux et est attaché, en 1840, au chapitre métropolitain de Notre-Dame.
On lui doit, outre ses ouvrages sur les langues orientales, une traduction de la Bible, de nombreux articles dans l’Encyclopédie du XIXe siècle, l’Encyclopédie Catholique de 1839, la Bibliographie catholique, etc.

## Publications
- Lexicon manuale aebraïeum et chaldaïcum, 1830; réédité et augmenté en 1813 ;
- " Principes de grammaire hébraïque et chaldaïque accompagnés d'une chrestomathie hébraique et chaldaique ", Paris : J.-J. Blaise, 1832 ; 3e édition (dédiée à M. Quatremère), chez Méquignon Junior et J. Leroux, Paris, 1843 ;
- Chrestomathie hébraïque et chaldaïque, avec la Sainte Bible en latin et en français, notes explicatives et réflexions morales, 1834, 3 vol. ;
- Torath Mosché, le Pentateuque, etc., 1836-1837, 2 vol. ;
- Introduction historique et critique aux Livres saints, 1836, 6 vol. ; 2e édit., 1843 ;
- Les Livres saints vengés, ou : La vérité historique et divine de l'ancien et du nouveau testament, 1845, 2 vol. : tome 1 & tome 2 ; 2e édit., 1874, 3 vol. ;
- Abrégé de l'introduction historique, 1846 ; 5e édit., 1870 ;
- Manuel de l'hébraïsant, contenant des Éléments de grammaire hébraïque, une Chrestomathie et un Lexique, 1856 ; 4e édit., 1873 ;
- Concordances arabes du Coran ; Principes de grammaire arabe, Paris : A. Jouby & Roger, 1857 et 1861 ;
- La sainte Bible selon la Vulgate, 1863, Traduction Glaire, notes Vigouroux : Ancien et Nouveau Testament ;
- Dictionnaire universel des sciences ecclésiastiques, Paris : Librairie Poussielgue, 1868, 2 vol. : tome 1 & tome 2.

## Sources
- Frédéric Lichtenberger, Encyclopédie des sciences religieuses, t. 12, Paris, Sandoz et Fischbacher, 1882, p. 625.